# Safe condition - document in the past perfect
|  | Denne artikel er oprettet af botten PalnaBot ud fra en ekstern database. Den kan derfor have sproglige fejl eller mangler. Denne skabelon kan fjernes efter kontrol af indholdet. |

Safe condition - document in the past perfect er en eksperimentalfilm fra 1995 instrueret af Lars Mathisen efter manuskript af Lars Mathisen.

## Handling
»Safe Condition, Document in the Past Perfect« af billedkunstneren Lars Mathisen er en kunstvideo, som også kan bruges i uddannelsessektoren. Videoens råmateriale består af redigerede optagelser fra en ukendt dansk families private s/h 16mm film. Disse optagelser kan dateres til perioden fra 1932 til 1954 og dækker begivenheder omkring hjemmet, på arbejdet, i fritiden, ved højtider, på feriesteder osv. Der er nogle historiske pejlingspunkter i materialet som f.eks. optagelser fra en rejse til Olympiaden i Berlin i 1936 og billeder fra Rådhuspladsen i København dagen efter befrielsen i 1945. Optagelserne er sat sammen med et interview med den legendariske Charles Manson, optaget i 1985. Manson taler om opdragelse, familie, moral, fængselslivet, ensomhed, erkendelse, religion, politik, økologi og historie.